# Liste der Botschafter der Vereinigten Staaten in der DDR
Dies ist die Liste der Botschafter der Vereinigten Staaten in der DDR. Die Vereinigten Staaten unterhielten mit der Deutschen Demokratischen Republik von 1974 an bis zur Vereinigung mit der Bundesrepublik Deutschland am 3. Oktober 1990 diplomatische Beziehungen. Die Liste führt alle Diplomaten auf, die während dieser Zeit die Interessen der Vereinigten Staaten in Ost-Berlin vertreten haben.

## Leiter der US-Botschaft in Ost-Berlin
Die Botschaft befand sich in Ost-Berlin, aber nicht in der DDR (Viermächteabkommen über Berlin); deshalb hieß sie offiziell Botschaft der USA bei der DDR (nicht „in“ der DDR).

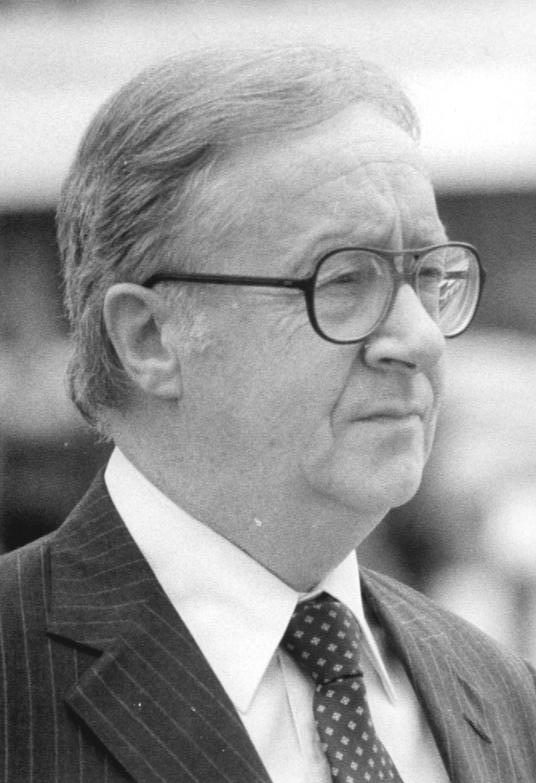
US-Botschafter Francis Joseph Meehan (1985)

| Name und Titel                         | Überreichung des Beglaubigungsschreibens | Ende der Mission  |
| -------------------------------------- | ---------------------------------------- | ----------------- |
| Brandon H. Grove, Jr., Geschäftsträger | 09. Dezember 1974                        | 20. Dezember 1974 |
| John Sherman Cooper, Botschafter       | 20. Dezember 1974                        | 28. Dezember 1976 |
| David B. Bolen, Botschafter            | 22. August 1977                          | 20. Juni 1980     |
| Herbert Stuart Okun, Botschafter       | 20. August 1980                          | 13. Januar 1983   |
| Rozanne L. Ridgway, Botschafter        | 26. Januar 1983                          | 13. Juli 1985     |
| Francis J. Meehan, Botschafter         | 16. September 1985                       | 30. November 1988 |
| Richard Clark Barkley, Botschafter     | 19. Dezember 1988                        | 02. Oktober 1990  |